# نانیو
نانیو (چینی: 南越 or 南粵; پین‌یین: Nányuè; جیوت‌پینگ: Naam4 Jyut6; ت.ت. 'Southern Yue', ویتنامی: Nam Việt, ژوانگ: Namz Yied), یک پادشاهی باستانی است که در سال ۲۰۴ پیش از میلاد توسط ژنرال چینی ژائو توآ تأسیس شد. خانواده او (که در زبان ویتنامی به دودمان ژائو معروف است) تا سال ۱۱۱ پیش از میلاد بر آن حکمرانی کردند. قلمرو جغرافیایی نانیوئه شامل مناطق کنونی چین نظیر گوانگ‌دونگ، گوانگشی، هاینان، هنگ کنگ، ماکائو، جنوب فوجیان و شمال مرکزی ویتنام بود. Zhao Tuo، فرمانده فرمانداری نان‌های از دودمان چین، پس از فروپاشی دودمان چین در سال ۲۰۴ پیش از میلاد، نانیوئه را تأسیس کرد. در ابتدا، این پادشاهی شامل گون (تقسیمات کشوری) از نان‌های, گویلین و شینگ بود.
پادشاهی نانیوئه و حکام آن رابطه‌ای خصمانه با دودمان هان داشتند که این دودمان نانیوئه را به عنوان یک دولت خراجگزار می‌شناخت، در حالی که در عمل این پادشاهی مستقل بود. حکام نانیوئه گاهی به صورت نمادین به دودمان هان احترام می‌گذاشتند، اما خود را به عنوان امپراتور معرفی می‌کردند. در سال ۱۱۳ پیش از میلاد، رهبر چهارم نانیوئه، ژائو شینگ، سعی کرد تا نانیوئه به‌طور رسمی به عنوان بخشی از امپراتوری هان گنجانده شود. نخست‌وزیر او لو جی به شدت مخالفت کرد و در نتیجه ژائو شینگ را کشت و برادر بزرگتر او ژائو جیاندِه را به تخت سلطنت نشاند، که این اقدام موجب تقابل با دودمان هان شد. سال بعد، امپراتور وو هان ۱۰۰٬۰۰۰ سرباز برای جنگ علیه نانیوئه فرستاد. تا پایان همان سال، ارتش نانیوئه را شکست داد و حکومت هان را برقرار کرد. این پادشاهی ۹۳ سال دوام داشت و پنج نسل از پادشاهان را دربرداشت.
وجود نانیوئه به منطقه لینگ‌نان این امکان را داد که از آشوب و مشکلاتی که در پی سقوط دودمان چین در نواحی شمالی، به‌ویژه مناطق عمدتاً مردم هان، پیش آمد، اجتناب کند. این پادشاهی توسط رهبران اولیه از ژانگیوان چین تأسیس شد که همگی از نژاد هان چینی بودند. آنها مسئول آوردن بوروکراسی به سبک چینی و فنون صنایع دستی به ساکنان مناطق جنوبی و همچنین آگاهی از زبان چینی و نویسه‌های چینی بودند. حکام نانیوئه سیاست "هماهنگ‌سازی و گردآوری قبایل هاندرد یوِه" (چینی: 和集百越) را ترویج می‌کردند و مهاجرت چینی‌های هان از منطقه رود زرد به جنوب را تشویق می‌کردند. حکام نانیوئه با همزیستی فرهنگ‌های یوی و هان مخالفتی نداشتند.
در ویتنام، حکام نانیوئه به عنوان دودمان ژائو شناخته می‌شوند. نام «ویتنام» (Việt Nam) از Nam Việt گرفته شده و معکوس شده است که تلفظ ویتنامی نانیوئه است. در تاریخ‌نگاری سنتی ویتنام، آثار مهمی مانند تاریخ‌نگاری بزرگ ویتنام نانیوئه را به عنوان یک دولت مشروع ویتنامی و نقطه آغاز رسمی تاریخ خود می‌دانند. با این حال، از قرن ۱۸ میلادی، دیدگاهی مبنی بر اینکه نانیوئه یک دولت مشروع ویتنامی نبوده و ژائو توآ یک مهاجم خارجی بوده است، شروع به گسترش کرد. پس از جنگ جهانی دوم، این دیدگاه به تدریج به نظر غالب میان مورخان ویتنامی در ویتنام شمالی تبدیل شد و پس از اتحاد مجدد ویتنام، این دیدگاه به ایدئولوژی رسمی دولت تحت حمایت حزب کمونیست ویتنام تبدیل گردید. تاریخ نانیوئه بازنگری شد و ژائو توآ به عنوان یک مهاجم خارجی شناخته شد.

## تاریخ
تاریخ دقیق نانیوئه در کتاب شیجی نوشته دودمان هان، مورخ سیما چیان آمده است. این اطلاعات عمدتاً در بخش (juan) 113، Annals of Nanyue (چینی: 南越列傳; پین‌یین: Nányuè Liè Zhuàn; جیوت‌پینگ: Naam4jyut6 Lit6 Zyun2) گنجانده شده است. یک رکورد مشابه نیز در کتاب هان جلد ۹۵: مردمان جنوب غربی، دو یوی و چائوشیان یافت می‌شود.

### تأسیس

#### گسترش به جنوب توسط چین (۲۱۸ پیش از میلاد)

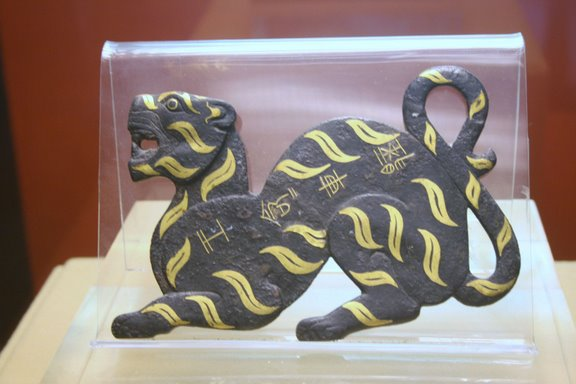
یک هفوی (虎符)، یا نشان ببر، که از برنز با روکش طلا ساخته شده و در قبر پادشاه نانیوئه (در گوانگ‌ژو) کشف شده است، مربوط به قرن ۲ پیش از میلاد و دوران دودمان هان چین است. نشان‌های ببر به دو قسمت تقسیم می‌شدند؛ یکی نزد امپراتور و دیگری نزد فرمانده نظامی به عنوان نماد قدرت امپراتوری و توانایی فرماندهی نیروها نگه داشته می‌شد.

پس از آن که چن شی هوانگ شش پادشاهی دیگر چین شامل هان، ژائو، ایالت وی، ایالت چو، یان و کی را فتح کرد، توجه خود را معطوف به قبایل شیونگ‌نو در شمال و غرب و مردم هاندرد یوِه در آنچه اکنون چین جنوبی است، کرد. در حدود ۲۱۸ پیش از میلاد، امپراتور نخست ژنرال تو سوئی را با ارتشی از ۵۰۰٬۰۰۰ سرباز به جنوب فرستاد تا در پنج گردان تقسیم شوند و به حمله به قبایل هاندرد یوِه در منطقه لینگ‌نان بپردازند. اولین گردان در یوهان (که اکنون شهرستان یوگان در جیانگ‌ژی است) جمع شد و به مین‌یوه حمله کرد، آنها را شکست داده و فرماندهی مین‌جونگ را تأسیس کردند. گردان دوم در نانیه (که اکنون نانکنگ، جیانگ‌ژی است) مستقر شد و برای ایجاد فشار دفاعی بر قبایل جنوبی طراحی شد. گردان سوم در گوانگ‌ژو مستقر شد. گردان چهارم در نزدیکی کوه‌های جیویی و گردان پنجم در خارج از تانچنگ (در جنوب غربی شهرستان میائو و دانگ جیانگژو، هونان) مستقر شدند. امپراتور نخست شی لو را مأمور لجستیک تأمین کرد. شی اولین بار یک هنگ از سربازان را از طریق کانال لینگ‌چو (که رودخانه رود شیانگ و لی جیانگ را به هم وصل می‌کرد) رهبری کرده و سپس از طریق رودهای یانگ‌تسه و رود مروارید (چین) حرکت کرد تا از ایمنی مسیرهای تأمین چینی‌ها اطمینان حاصل کند. حمله چین به قبایل غربی (چینی: 西甌) با موفقیت پیش رفت و رئیس قبایل غربی، یی-ژو-سانگ کشته شد. با این حال، قبایل غربی از تسلیم شدن به چین امتناع کرده و به جنگل‌ها فرار کردند تا رهبر جدیدی را انتخاب کرده و به مقاومت خود ادامه دهند. بعدها، یک ضدحمله شبانه از سوی قبایل غربی، ارتش چین را نابود کرد و ژنرال تو سوئی در این نبرد کشته شد. چین تلفات سنگینی متحمل شد و دربار امپراتوری ژنرال ژائو تو را برای فرماندهی ارتش چین منصوب کرد. در سال ۲۱۴ پیش از میلاد، امپراتور نخست رن شیائو و ژائو تو را برای اعزام نیروی کمکی به سمت جنوب فرستاد تا دوباره به حمله بپردازند. این بار، قبایل غربی کاملاً شکست خوردند و منطقه لینگ‌نان کاملاً تحت کنترل چین درآمد. در همان سال، دربار چین فرماندهی‌های نان‌های، گویلین، شیانگ را تأسیس کرد و رن شیائو به عنوان معاون فرمانده نان‌های منصوب شد. نان‌های further به شهرستان‌های پان‌یو، شهرستان لونگچوان، گوانگ‌دونگ، بولاو و جیه‌یانگ (بین دیگر شهرستان‌ها) تقسیم شد و ژائو تو به عنوان قاضی لونگ‌چوان منصوب گردید.